# Antonín Kramerius
Antonín Kramerius (10. července 1939 Olomouc – 15. ledna 2019 Praha) byl český fotbalista, brankář, reprezentant Československa, účastník olympijských her v Mexiku roku 1968.

## Fotbalová kariéra
V československé reprezentaci odehrál v letech 1967–1970 dvě utkání. Větší reprezentační kariéře zabránilo to, že v prvním zápase za ČSSR zavinil spolu s Jánem Popluhárem gól, který znamenal náš nepostup na mistrovství Evropy roku 1968, a také čelil velké konkurenci (Ivo Viktor, Alexander Vencel). Nastoupil za Československo ve všech třech utkáních fotbalového turnaje na olympijských hrách v Mexiku v roce 1968. Hrál za Duklu Olomouc (1958–1960), MŽ Olomouc (1960–1962), Spartu Praha (1962–1972) a Spartak Hradec Králové (1972–1973). Se Spartou dvakrát získal titul mistra republiky (1965, 1967), odehrál za ni 442 utkání. V lize odchytal 198 zápasů. Byl pověstný dlouhými výkopy, kterými dokázal často přihrát útočníkům, ale také drobnými chybami plynoucími z nervozity. Je ligovým rekordmanem v počtu minut bez obdržené branky (1017) v sezoně 1964/65.

## Ligová bilance
| Ročník                                   | Zápasy | Góly | Klub                   |
| ---------------------------------------- | ------ | ---- | ---------------------- |
| 1. československá fotbalová liga 1962/63 | 13     | 0    | Spartak Praha Sokolovo |
| 1. československá fotbalová liga 1963/64 | 24     | 0    | Spartak Praha Sokolovo |
| 1. československá fotbalová liga 1964/65 | 25     | 0    | Sparta Praha           |
| 1. československá fotbalová liga 1965/66 | 13     | 0    | Sparta Praha           |
| 1. československá fotbalová liga 1966/67 | 23     | 0    | Sparta Praha           |
| 1. československá fotbalová liga 1967/68 | 15     | 0    | Sparta Praha           |
| 1. československá fotbalová liga 1968/69 | 14     | 0    | Sparta Praha           |
| 1. československá fotbalová liga 1969/70 | 25     | 0    | Sparta Praha           |
| 1. československá fotbalová liga 1970/71 | 19     | 0    | Sparta Praha           |
| 1. československá fotbalová liga 1971/72 | 11     | 0    | Sparta Praha           |
| 2. československá fotbalová liga 1971/72 | 7      | 0    | Spartak Hradec Králové |
| 1. československá fotbalová liga 1972/73 | 16     | 0    | Spartak Hradec Králové |
| CELKEM 1. liga                           | 198    | 0    |                        |